# Simamphicyon
Simamphicyon — вимерлий рід хижоморфних ссавців. Скам'янілості знайдено в таких країнах: Франція, Швейцарія. Описано такі види: Simamphicyon helveticus.